# Carter Brown
Carter Brown, född 1 augusti 1923, död 5 maj 1985, är pseudonym för den brittisk-australiske deckarförfattaren Allan Geoffrey Yates.
Browns deckare utspelar sig i amerikansk miljö och hans mest kända deckarhjälte är Al Wheeler. I Sverige har hans böcker utgivits på Wennerbergs förlag.